# Boris Pankin
Boris Dmitrijevitj Pankin (ryska: Бори́с Дми́триевич Па́нкин), född 20 februari 1931 i staden Frunze (nuvarande Bisjkek) i Kirgizistan i Sovjetunionen, är en sovjetisk före detta diplomat och utrikesminister under några månader 1991 samt författare.
Pankin var ambassadör i Stockholm 1982–1990. Han var därefter Sovjetunionens sista ambassadör i Prag 1990–1991 där han förespråkade sovjetisk passivitet under den så kallade Sammetsrevolutionen. På grund av hans tydliga ställningstagande för Michail Gorbatjov och mot den misslyckade kuppen som genomfördes av militanta och konservativa kommunister i augusti 1991 belönades han med posten som utrikesminister. Under hans 100 dagar som utrikesminister medverkade han till att Sovjetunionen upprättade diplomatiska förbindelser med Israel. Pankin efterträddes av Eduard Sjevardnadze som återinsattes som utrikesminister under drygt en månad innan Sovjetunionen slutligen upplöstes. Pankin utnämndes samtidigt till sovjetisk och senare rysk ambassadör i London och kvarstod i denna tjänst till 1994 då han avgick i protest mot Första Tjetjenienkriget.   

## Privatliv
Pankin bor med sin hustru Valentina i Bromma i Stockholm. De har två barn och fyra barnbarn. Pankin var god vän med Astrid Lindgren och ordnade så att Lindgren fick besöka sovjetledaren Michail Gorbatjov. Han har varit verksam som författare och journalist, bland annat som krönikör i ICA-kuriren.

## Böcker
- Pankin, Boris. De hundra sista dagarna (1992).